# Iratxe García Pérez
Iratxe García Pérez (Barakaldo, 7 d'octubre de 1974) és una política espanyola. El 1995 es diplomà en treball social a la Universitat de Valladolid. Militant socialista, és també membre de Solidaritat Internacional i de l'Associació d'Amics del Poble Saharaui.
De 1996 a 1999 fou secretària general de les Joventuts Socialistes d'Espanya de la província de Valladolid, i de 1999 a 2002 ho fou de les JSE de Castella i Lleó. Des de 2004 és membre de l'executiva del PSOE de Castella i Lleó i de 2008 sotsecretària general del PSOE de Valladolid.
A les eleccions municipals espanyoles de 1995 fou escollida regidora de l'Ajuntament de Laguna de Duero, i també va exercir de diputada provincial de Valladolid, càrrecs que deixà el 2000 quan fou escollida diputada al Congrés per la província de Valladolid a les eleccions generals espanyoles de 2000. De 2000 a 2004 fou portaveu adjunta de la Comissió de Política Social i Treball del Congrés dels Diputats.
Fou escollida diputada a les eleccions al Parlament Europeu de 2004 i 2009. Dins el Parlament Europeu és membre de la Comissió d'Agricultura i Desenvolupament Rural, de la Comissió de Drets de la Dona i Igualtat de Gènere i de la Delegació per a les Relacions amb l'Índia.